# Kinderpost

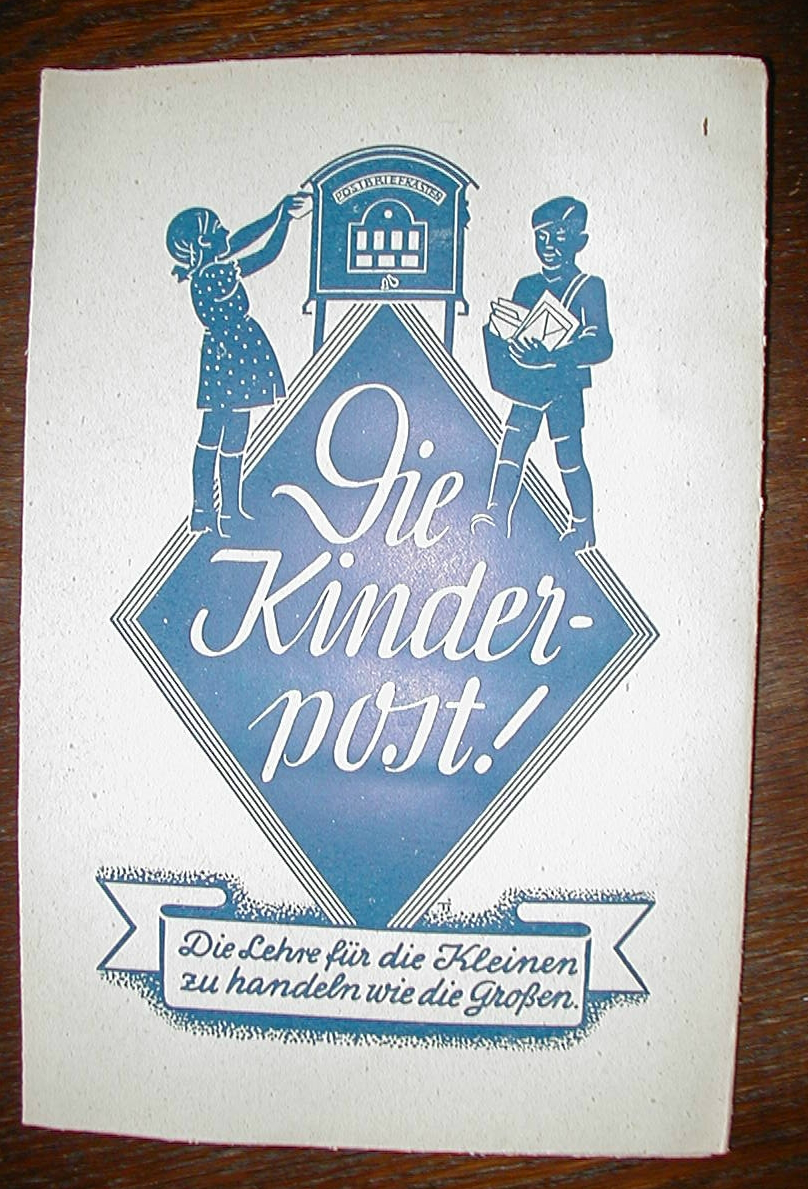
Kinderpost als Lernspielzeug

Die Kinderpost ist ein pädagogisches Spielzeug, ähnlich dem Kaufladen, das erstmals um 1890 vermarktet wurde.

## Ausstattung

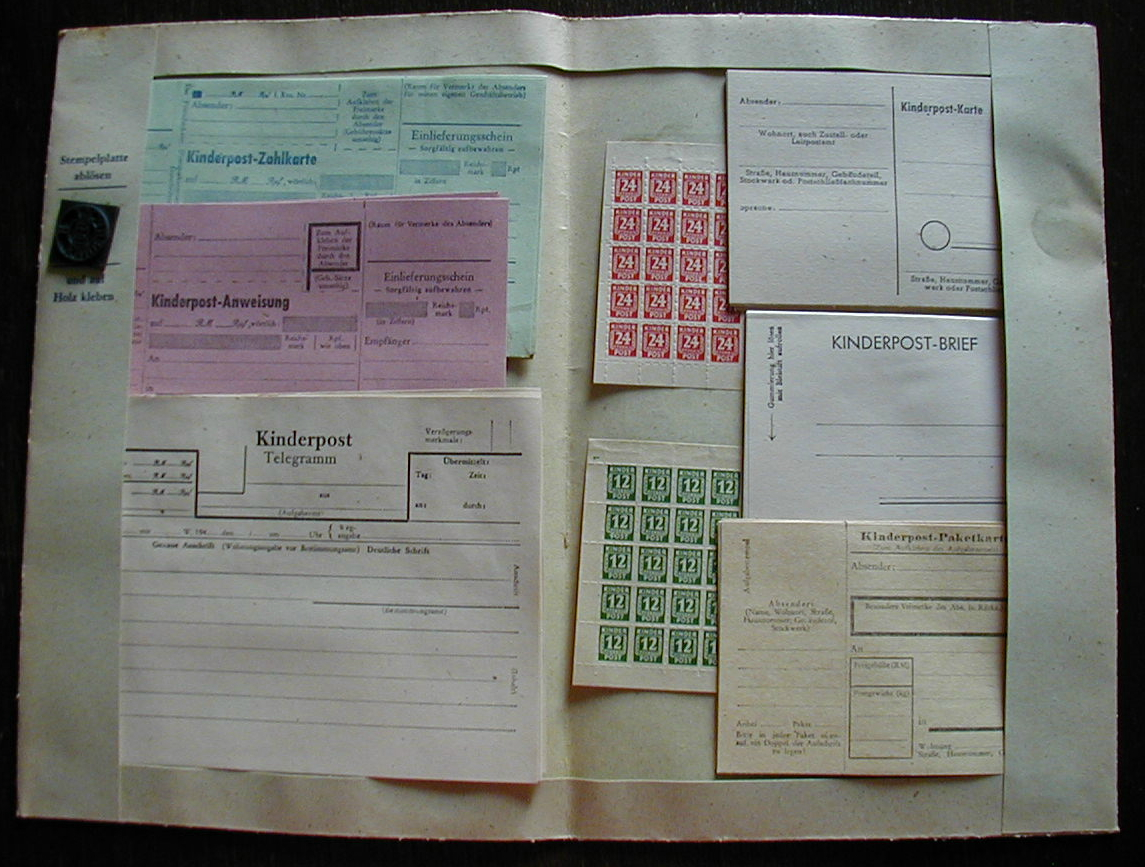
„Formulare“ einer Kinderpost

Der Zeitgeschmack spiegelt sich in der Verpackung wie auch in den zum Spiel zugehörigen Gegenständen wider. Je nach Hersteller und Ausführungen der „Kinderpost“ sind neben Briefmarken in verschiedenen Farben und Abbildungen ein Stempelkissen sowie ein „Poststempel“ enthalten. Zusätzliche Formulare für unterschiedliche Brief- und Warenzustellungen sind neben Telegrammformularen und Zahlungsbelegen für den Zahlungsverkehr vorhanden. In einer höheren Preiskategorie gibt es Zubehör wie einen Schalter, der entweder aus Pappe, Holz oder ab Mitte des 20. Jahrhunderts aus Kunststoff bestehen kann und mit einem „Briefkasten“ abrundet. Entsprechend der technischen Entwicklung wurde die Ausstattung ggf. durch eine „Briefwaage“ und „Telefon“ ergänzt. Eine „Postmütze“ rundet das Spielgeschehen ab.

## Einzelne Versionen

### Deutschland

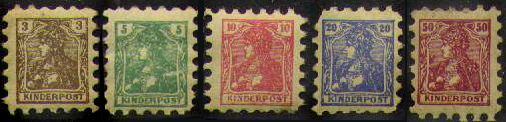
Kinderpost-Briefmarken (um 1910–1920er Jahre)

Für das Spiel Kinderpost gab es Nachahmungen der Germaniamarke, der Schriftzug war hier Kinderpost. Hervorzuheben ist, dass für 1904 belegt ist, dass im Deutschen Reich bereits aus diesem Spiel echte Briefmarken mit einem Kinderpoststempel gestempelt wurden.
Einer der frühen Verlage, die dieses Spiel ab 1907 vertrieben und die es später selbst produzierten, war der ABC-Verlag Georg Reulein. Im Zweiten Weltkrieg wurde eine Ausgabe produziert, die als Verlagsort Nürnberg angibt.
Eine philatelistische Skurrilität war die Beförderung einer mit einer Kinderpostmarke frankierten Postkarte an das Bundeskanzleramt Bonn vom 1. Oktober 1963.

### Englischer Sprachraum (Auswahl)
Für das ausgehende 19. Jahrhundert und anfangende 20. Jahrhundert ist die Kinderpost als Post Office mit Schalter belegt.

#### Vereinigtes Königreich
Nationalitätsbedingt haben die „Briefmarken“ aus dem frühen 20. Jahrhundert u. a. die Ausführungen als Punch.

#### USA
Die TINY TOWN POST OFFICE – SPECIAL DELIVERY SERVICE ist eine Anlehnung an die UNITED STATES OF AMERICA SPECIAL DELIVERY, die TINY TOWN POST OFFICE – REGISTRY ist die Abwandlung der UNITED STATES REGISTRY.

## Sammlungen

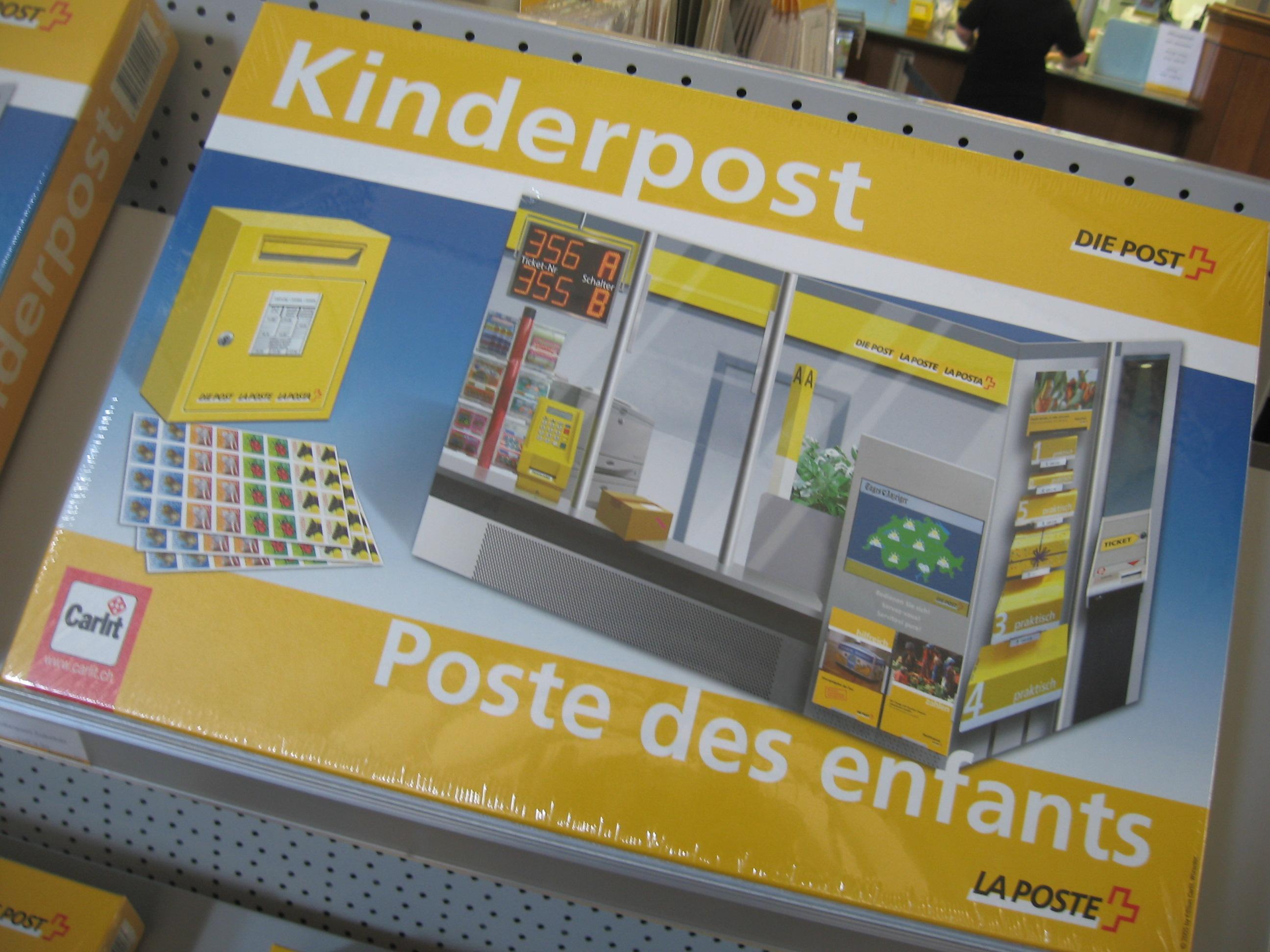
Kinderpost-Spiel aus der Schweiz (2008)

Die Museumsstiftung Post und Telekommunikation verfügt über eine Sammlung von ca. 140 Spielen, unter denen sich eine Ausgabe des Herstellers: Fabrik und Verlag der Sala Spiele mit dem Rotsiegel A. Sala aus dem Jahre 1900 befindet.
Das Museum für Kommunikation Frankfurt zeigte vom 11. November 2010 bis 30. Januar 2011 die Sonderausstellung: Spiel mit! 100 Jahre Kinderpost. Vom 2. Dezember 2011 bis 19. Februar 2012 wurde sie im Berliner Schwestermuseum erneut gezeigt.